# Sinojackia sarcocarpa
Sinojackia sarcocarpa är en storaxväxtart som beskrevs av L.Q. Luo. Sinojackia sarcocarpa ingår i släktet Sinojackia och familjen storaxväxter. Inga underarter finns listade i Catalogue of Life.